# J.H. Thomas
J.H. Thomas, właśc. James Henry Thomas (ur. 3 października 1874 w Newport w hrabstwie Monmouthshire, zm. 21 stycznia 1949 w Londynie) – brytyjski polityk i działacz związków zawodowych, członek Partii Pracy i Narodowej Partii Pracy, minister w rządach Ramsaya MacDonalda i Stanleya Baldwina.
Był nieślubnym dzieckiem i został wychowany przez swoją babkę. W wieku 12 lat rozpoczął pracę na kolei, gdzie stał się aktywistą Amalgamated Society of Railway Servants. W 1913 r. brał udział w utworzeniu Narodowego Związku Pracowników Kolei (National Union of Railwaymen, NUR). W latach 1917–1931 był sekretarzem generalnym związku. Na tym stanowisku nadzorował strajk kolejarski w 1919 r. W 1920 r. był przewodniczącym Kongresu Związków Zawodowych.
Karierę polityczną Thomas rozpoczął jako radca miasta Swindon. W 1910 r. został wybrany do Izby Gmin jako reprezentant okręgu Derby. W pierwszym rządzie Partii Pracy w 1924 r. był ministrem kolonii. Kiedy laburzyści powrócili do władzy w 1929 r. Thomas został lordem Tajnej Pieczęci, a w 1930 r. ministrem ds. dominiów. Utrzymał to stanowisko po utworzeniu rządu narodowego w 1931 r. Za poparcie tej decyzji premiera MacDonalda został usunięty z Partii Pracy i NUR. Ministrem ds. dominiów pozostał do 1935 r. Przez kilka pierwszym miesięcy istnienia rządu narodowego w 1931 r. był ponadto ministrem kolonii.
W latach 1935–1936 Thomas po raz trzeci w swojej karierze stał na czele resortu kolonii. W maju 1936 r. został zmuszony do rezygnacji ze stanowiska, kiedy wyszło na jaw, że brał udział w spekulacjach giełdowych. W tym samym roku zrezygnował z miejsca w Izbie Gmin i wycofał się z polityki. Zmarł w 1949 r.
Jego syn, Leslie Thomas, był w późniejszych latach deputowanym z ramienia Partii Konserwatywnej.